# Sakaiminato
Sakaiminato (japanska: 境港市  ?, Sakaiminato-shi) är en stad i Tottori prefektur i Japan. Staden fick stadsrättigheter 1956.